# Ryan Mullen
Ryan Mullen (Birkenhead, 7 de agosto de 1994) es un ciclista profesional irlandés que desde 2022 corre para el equipo Red Bull-BORA-hansgrohe.

## Palmarés
2014
- Campeonato de Irlanda en Ruta
- 2.º en el Campeonato Mundial Contrarreloj sub-23

2015
- Campeonato de Irlanda Contrarreloj

2016
- 3.º en el Campeonato de Irlanda Contrarreloj

2017
- Campeonato de Irlanda Contrarreloj
- Campeonato de Irlanda en Ruta
- 3.º en el Campeonato Europeo Contrarreloj

2018
- 1 etapa de la Vuelta a San Juan[2]
- Campeonato de Irlanda Contrarreloj

2019
- Campeonato de Irlanda Contrarreloj
- 3.º en el Campeonato de Irlanda en Ruta

2021
- Campeonato de Irlanda Contrarreloj
- Campeonato de Irlanda en Ruta

2023
- Campeonato de Irlanda Contrarreloj

2024
- 2.º en el Campeonato de Irlanda Contrarreloj

2025
- Campeonato de Irlanda Contrarreloj

## Resultados en Grandes Vueltas y Campeonatos del Mundo
Durante su carrera deportiva ha conseguido los siguientes puestos en las Grandes Vueltas y en los Campeonatos del Mundo en carretera:
| Carrera              | Carrera              | 2013 | 2014 | 2015 | 2016 | 2017  | 2018  | 2019 | 2020 | 2021 | 2022  | 2023 | 2024  | 2025 |
| -------------------- | -------------------- | ---- | ---- | ---- | ---- | ----- | ----- | ---- | ---- | ---- | ----- | ---- | ----- | ---- |
|                      | Giro de Italia       | —    | —    | —    | —    | —     | 138.º | —    | —    | —    | —     | —    | 131.º | —    |
|                      | Tour de Francia      | —    | —    | —    | —    | —     | —     | —    | —    | —    | —     | —    | —     | —    |
|                      | Vuelta a España      | —    | —    | —    | —    | —     | —     | —    | —    | —    | 128.º | —    | —     | —    |
| Mundial en Ruta      | Mundial en Ruta      | —    | —    | —    | Ab.  | 126.º | Ab.   | Ab.  | Ab.  | Ab.  | —     | Ab.  | —     | —    |
| Mundial Contrarreloj | Mundial Contrarreloj | —    | —    | —    | 5.º  | —     | 49.º  | 32.º | 25.º | 33.º | —     | 19.º | —     | —    |

—: no participa

Ab.: abandono